# Корсунська селищна рада
Корсунська се́лищна ра́да — орган місцевого самоврядування у складі Єнакієвської міської ради Донецької області. Адміністративний центр — селище міського типу Корсунь.

## Загальні відомості
- Населення ради: 3919 осіб (станом на 2001 рік)

## Населені пункти
Селищній раді підпорядковані населені пункти:
- смт Корсунь
- с. Верхня Кринка
- с. Петрівське
- с. Путепровід
- с. Шевченко
- с-ще Щебенка

## Склад ради
Рада складається з 20 депутатів та голови.
- Голова ради: Коваленко Олена Вікторівна
- Секретар ради:

### Депутати
За результатами місцевих виборів 2010 року депутатами ради стали:

#### За суб'єктами висування
| Суб'єкт висування           | Кількість обраних депутатів | %  |
| --------------------------- | --------------------------- | -- |
| Партія регіонів             | 19                          | 95 |
| Комуністична партія України | 1                           | 5  |

#### За округами
| № округу                    | Прізвище, ім'я, по батькові     | Дата визнання обраним | Освіта                    | Партійна приналежність | Відомості про обраного депутата                                        |
| --------------------------- | ------------------------------- | --------------------- | ------------------------- | ---------------------- | ---------------------------------------------------------------------- |
| Комуністична партія України |                                 |                       |                           |                        |                                                                        |
| 17                          | Биковський Олександр Павлович   | 03.11.2010            | Освіта середня            | позапартійний          | пенсіонер                                                              |
| Партія регіонів             |                                 |                       |                           |                        |                                                                        |
| 1                           | Баранов Олександр Васильович    | 03.11.2010            | Освіта вища               | член Партії регіонів   | тимчасово не працює                                                    |
| 2                           | Моісеєнко Тамара Василівна      | 03.11.2010            | Освіта середня спеціальна | член Партії регіонів   | фельдшерський пункт с. Верхня Кринка, медична сестра                   |
| 3                           | Старикова Олена Миколаївна      | 03.11.2010            | Освіта середня спеціальна | член Партії регіонів   | ПП Старикова, керівник                                                 |
| 4                           | Вєдєніна Віра Олексіївна        | 03.11.2010            | Освіта вища               | член Партії регіонів   | навчально-виховний комплекс № 19, вчитель                              |
| 5                           | Вдовенко Тетяна Андріївна       | 03.11.2010            | Освіта середня            | позапартійна           | Єнакієвське управління з газопостачання та газифікації, бухгалтер      |
| 6                           | Прокопчук Тетяна Вікторівна     | 03.11.2010            | Освіта середня            | позапартійна           | Корсунська селищна рада, спеціаліст 2-ї категорії                      |
| 7                           | Василенко Валентина Юріївна     | 03.11.2010            | Освіта вища               | позапартійна           | навчально-виховний комплекс № 19, вчитель                              |
| 8                           | Гладюк Василь Олександрович     | 03.11.2010            | Освіта середня            | позапартійний          | приватний підприємець, керівник                                        |
| 9                           | Бреус Ірина Семенівна           | 03.11.2010            | Освіта середня            | член Партії регіонів   | Єнакіївська санітарно-епідеміологічна станція, лаборант                |
| 10                          | Грінько Ольга Петрівна          | 03.11.2010            | Освіта середня            | позапартійна           | Відділення поштового зв'язку смт Корсунь, начальник відділення         |
| 11                          | Колесніков Олександр Степанович | 03.11.2010            | Освіта середня            | член Партії регіонів   | ОАО ЄМЗ, машиніст тепловоза                                            |
| 12                          | Матвєйченко Лілія Миколаївна    | 03.11.2010            | Освіта середня            | член Партії регіонів   | Станція швидкої медичної допомоги м. Єнакієве, молодша медична сестра  |
| 13                          | Кривобокова Валентина Микитівна | 03.11.2010            | Освіта середня спеціальна | член Партії регіонів   | Корсунська медична лікувальна установа № 7 м. Єнакієве, медична сестра |
| 14                          | Легенька Галина Олександрівна   | 03.11.2010            | Освіта середня спеціальна | член Партії регіонів   | приватний підприємець, керівник                                        |
| 15                          | Балухата Людмила Іванівна       | 03.11.2010            | Освіта середня            | член Партії регіонів   | пенсіонер                                                              |
| 16                          | Легенька Олександра Андріївна   | 03.11.2010            | Освіта вища               | член Партії регіонів   | Корсунська селищна рада, головний бухгалтер                            |
| 18                          | Макаров Віктор Володимирович    | 03.11.2010            | Освіта середня            | член Партії регіонів   | ДП Орджонікідзевугілля, начальник дільниці зв'язку                     |
| 19                          | Постолова Тетяна Олексіївна     | 03.11.2010            | Освіта середня            | член Партії регіонів   | приватний підприємець, керівник                                        |
| 20                          | Середа Олексій Миколайович      | 03.11.2010            | Освіта середня спеціальна | позапартійний          | ТОВ Укрбудтранс, водій                                                 |